# 30 de febrero
30 de febrero è il quinto album in studio del gruppo musicale statunitense Ha*Ash, pubblicato il 1 dicembre  2017 dalla Sony Music.

## Tracce
Edizione Standard (CD + DVD)
- CD

1. 30 de febrero (feat. Abraham Mateo) – 3:17 (Ashley Grace, Hanna Nicole, Abraham Mateo)
2. Ojalá – 3:27 (Ashley Grace, Hanna Nicole, Paolo Stefanoni, Pablo Preciado)
3. No pasa nada – 3:14 (Ashley Grace, Hanna Nicole, José Luis Ortega)
4. Eso no va a suceder – 3:40 (Ashley Grace, Hanna Nicole, Edgar Barrera)
5. 100 años (feat. Prince Royce) – 3:05 (Ashley Grace, Hanna Nicole, Prince Royce)
6. Llueve sobre mojado – 3:28 (Ashley Grace, Hanna Nicole, Edgar Barrera)
7. Paleta – 3:29 (Ashley Grace, Hanna Nicole, Camilo Echeverri, Mau Montaner)
8. Extraños – 3:31 (Ashley Grace, Hanna Nicole, Yoel Henriquez)
9. ¿Qué me faltó? – 3:22 (Ashley Grace, Hanna Nicole, José Luis Ortega)
10. No me importa – 3:52 (Ashley Grace, Hanna Nicole, Edgar Barrera)
11. Corazón irrompible – 3:10 (Ashley Grace, Hanna Nicole, Yoel Henriquez)
12. Me gustas tú – 2:54 (Ashley Grace, Hanna Nicole, Andy Clay, Daniel Santacruz)

- DVD

1. No pasa nada (Lyric video)
2. 30 de febrero (Lyric video)
3. Ojalá (Lyric video)
4. Llueve sobre mojado (Lyric video)
5. Eso no va a suceder (Lyric video)
6. Paleta (Lyric video)
7. 100 años (Official video)

## Classifiche
| Classifica (2017)              | Posizione massima |
| ------------------------------ | ----------------- |
| Messico (AMPROFON)             | 3                 |
| Stati Uniti (Latin Pop Albums) | 11                |
| Stati Uniti (Latin Pop Sales)  | 14                |